# Sete Flechas
Sete Flechas é o quarto e último disco do grupo nordestino de música instrumental Quinteto Armorial. Foi lançado em formato LP em 1980 pelo selo Marcus Pereira.

## Faixas
| Lado A |                   |                        |         |  |
| N.º    | Título            | Compositor(es)         | Duração |  |
| 1.     | "Marcha da folia" | Raul Morais            | 2:28    |  |
| 2.     | "Sete flechas"    | Antônio José Madureira | 1:57    |  |
| 3.     | "Xincuan"         | Antônio José Madureira | 2:29    |  |
| 4.     | "Improviso"       | Antônio José Madureira | 3:39    |  |
| 5.     | "Cocada"          | Lourival Oliveira      | 2:20    |  |

| Lado B         |                     |                                         |         |  |
| N.º            | Título              | Compositor(es)                          | Duração |  |
| 6.             | "Martelo Agalopado" | Ariano Suassuna, Antônio Carlos Nóbrega | 4:22    |  |
| 7.             | "Cantiga"           | Antônio José Madureira                  | 2:53    |  |
| 8.             | "Algodão"           | Luiz Gonzaga, Humberto Teixeira         | 1:59    |  |
| 9.             | "Zabumba Lanceada"  | Fernando Torres Barbosa                 | 4:08    |  |
| Duração total: | Duração total:      | Duração total:                          | 25:49   |  |

## Créditos Musicais
- Antônio José Madureira - Viola caipira
- Egildo Vieira do Nascimento - Pífano e Flauta
- Antônio Nóbrega - Rabeca e Violino
- Edison Eulálio Cabral - Violão
- Fernando Torres Barbosa - Percussão